# Milan Vetrák
Milan Vetrák (ur. 3 marca 1975) – prawnik i polityk słowacki, poseł do Rady Narodowej z ramienia partii Zwyczajni Ludzie i Niezależne Osobistości wybrany w wyborach parlamentarnych w 2020 roku.